# Euphlyctis cyanophlyctis

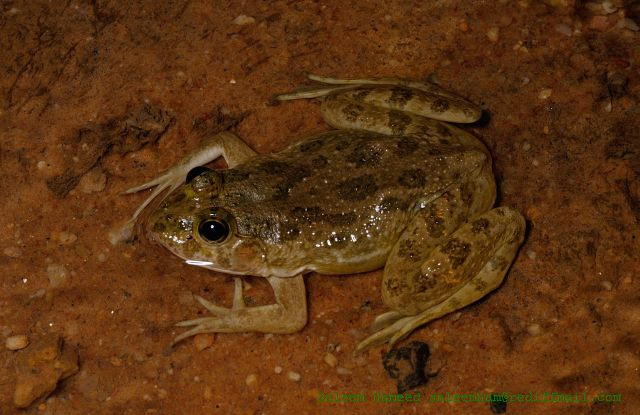
Euphlyctis cyanophlyctis, Weibchen

Euphlyctis cyanophlyctis ist eine Froschart aus der Familie der Dicroglossidae. 
Bei Gefahr zeigt der Frosch eine eigenartige Fluchtreaktion. Er springt mit einem weiten Satz auf die Wasseroberfläche, wo er auf dem Bauch dahinschlittert, während er mit den Hinterbeinen Schub erzeugt. Erst wenn er weiterhin provoziert wird, taucht er in größere Tiefen des Gewässers ab. 

## Beschreibung
Die Rückenfärbung variiert von hellgrau über olivgrün bis hellbraun. Der Rücken trägt unregelmäßige schwarze Flecken. Die hinteren Schenkel haben eine ähnliche Färbung, nach hinten zu mit ein oder zwei gelben oder weißen schmalen Längsstreifen.
In Sri Lanka gibt es laut De Silva zwei Farbvarianten innerhalb der Art, eine mit gelblicher und eine mit grünlicher Grundfärbung.

## Vorkommen
Die Art ist vom südöstlichen Iran (Hormozgan, Sistan Va Baluchestan, Kerman), dem südlichen Afghanistan über Pakistan (mit Ausnahme des äußersten Nordens), Nepal (im Tiefland), dem südlichen Bhutan und Indien bis Bangladesch und ins westliche Myanmar (Rakhine) verbreitet. Darüber hinaus  gibt es Vorkommen in Sri Lanka, Malaysia sowie möglicherweise in Thailand und in Vietnam (Minh Hai). Letztere könnten aber auch auf Fehlbestimmungen zurückzuführen sein.

## Parasiten
Amphibiogoezia spinosoma ist ein für Euphlyctis cyanophlyctis typischer Spulwurm.

## Systematik
Die Froschart wurde schon 1799 von Johann Gottlob Theaenus Schneider als Rana cyanophlictis beschrieben. Innerhalb ihres Verbreitungsraumes werden immer wieder Arten neu beschrieben, die aus der der Art Euphlyctis cyanophlyctis ausgegliedert wurden. Andererseits kommt es auch zur Synonymisierung von Arten, die sich nach genetischen Untersuchungen als nicht eigenständig herausgestellt haben. 
Im Jahr 2009 wurde von der Typuslokalität Mudigere im indischen Bundesstaat Karnataka eine neue Art beschrieben, die sich aber nur wenig von Euphlyctis cyanophlyctis unterschied. Gegenüber Euphlyctis cyanophlyctis waren bei den untersuchten Exemplaren der neuen Art Euphlyctis mudigere die Finger im Verhältnis zur Körperlänge kürzer. Molekulargenetische Untersuchungen ergaben jedoch keine so grundlegenden Unterschiede in der Erbinformation, dass sie einen eigenen Artstatus für Euphlyctis mudigere gerechtfertigt hätten. Die neue Art wurde daher im Jahr 2021 mit Euphlyctis cyanophlyctis synonymisiert.
Die mit Euphlyctis cyanophlyctis nahe verwandten Arten bilden eine monophyletische Gruppe, die als Untergattung Euphlyctis der Untergattung Phrynoderma innerhalb der Gattung Euphlyctis gegenübergestellt wurde. Phrynoderma wurde jedoch später als eigenständige Gattung anerkannt und die Arten Phrynoderma kerala, Phrynoderma karaavali, Phrynoderma hexadactylum und Phrynoderma aloysii wurden aus der Gattung Euphlyctis ausgegliedert.